# Dabbawala

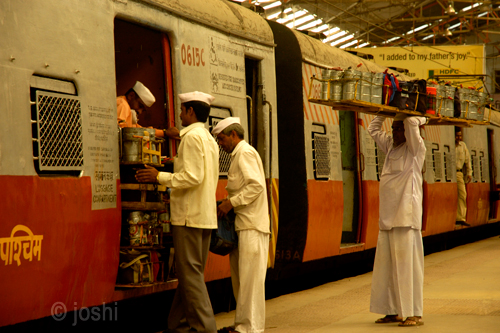
Dabbawalor i arbete på en station i Mumbai Suburban Railway.

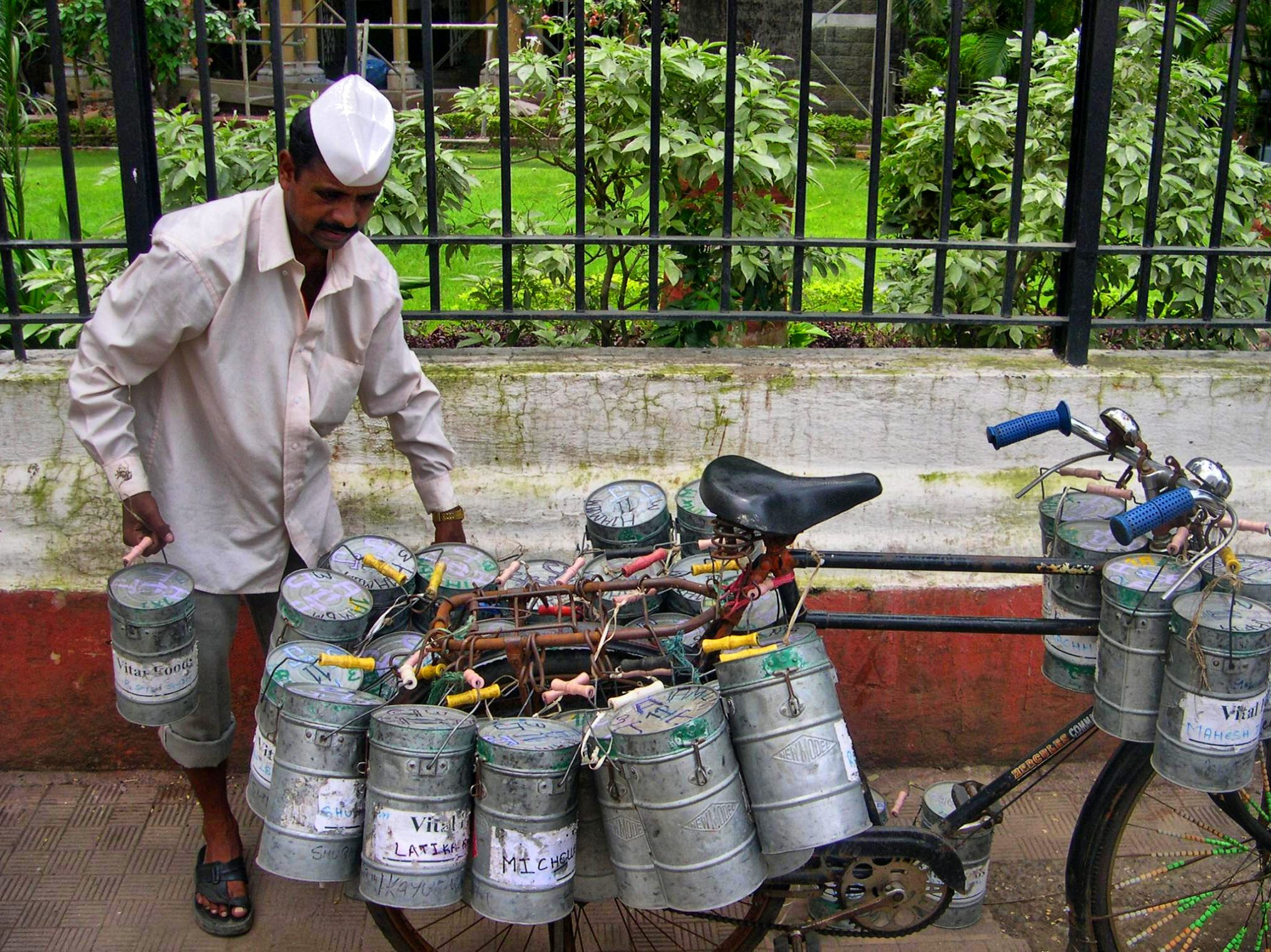
En ihopsamlande dabbawala med matlådor.

En dabbawala (dabbawalla, dabbawallah), är en person som i den indiska storstaden Mumbai arbetar med att dels samla in lunchlådor från personer som beställt lunchservice (ibland hämtas boxen från kundens hem), i allmänhet kontorsanställda, dels fylla på lunchlådorna (på en näraliggande restaurang) och leverera dem tillbaka.

## Organisation
Dabbawalerna är organiserade i kollektiv och kommer ursprungligen från sex byar från samma region, Pune. Traditionellt har yrket ärvs från generation till generation. De som anställs ingår i denna gemenskap och rekryteras via det egna kontaktnätet men måste även kunna investera en summa, till exempel för att kunna köpa de cyklar som krävs för arbetet. Systemet bygger på ett samarbete mellan alla och jämlikhet. Löneskillnaderna är små mellan buden och de som är chefer. Baslönen ligger på 7 000 rupier och en chef tjänar 11 000 rupier.
Det hela utmärks av en platt hierarki med tre nivåer: ledningen, mukadamerna och dabbawalerna. Mukadamerna är rutinerade och erfarna dabbawaler som fungerar som arbetsledare och förmän. Förutom logistik ansvarar de för att arbetet löper friktionsfritt. De matlådor som transporteras kodas med färger, bokstäver och siffror. Detta gör att systemet fungerar även om den som transporterar byts ut flera gånger på vägen. Systemet bygger på bud på cykel och transport med tåg från förorterna in till centrum. Utdelningen till slutkund underlättas av att Mumbais affärsdistrikt är tätt bebyggt.
Dabbawala-systemet har sitt ursprung i Indien under det brittiska styret. Många av de britter som levde i landet ville ha brittisk och inte indisk mat varpå ett system skapades där maten transporterades från hemmet till jobbet. Idag gör de stora regionala mattraditionerna att indierna uppskattar mat lagad i hemmet enligt de egna mattraditionerna. Servicen började 1880. Dabbawalerna är organiserade i Nutan Mumbai Tiffin Box Suppliers Trust.

## Etymologi
Ordet "dabbawala" betyder ordagrant "en som bär en låda"; "dabba" betyder alltså låda (matlådan ifråga är oftast en cylindrisk termos i aluminium). Wala eller walla är en vanlig yrkesbeteckning med tillbakasyftande mening. 

## Omfattningen
Omkring 100 000-170 000 luncher levereras dagligen av mellan 4 000 och 5 000 dabbawalas. Kunderna betalar en låg månatlig avgift och leveranserna är i allmänhet utomordentligt punktliga. Systemet används i Mumbai, en stad som genom sin struktur med förorter och tätt bebyggda affärsdistrikt, möjliggör systemet. Ett försök att ha samma system i New Delhi misslyckades på grund av stadens annorlunda struktur.
Amerikanska affärstidningen Forbes har betygsatt verksamheten med ett betyg som anger att andelen korrekta transaktioner är inte färre än 99,999999%. Det höga betyget blir inte mindre anmärkningsvärt om man tar hänsyn till att verksamheten bedrivs som vanligt även mitt under monsunen, och att de allra flesta dabbawalas är analfabeter. Intresset för dabbawalerna och deras framgång har uppmärksammats av flera multinationella storföretag som Tata, Daimler och Coca-Cola som har intresserat sig för framgångarna. Harvard har genomfört en studie och uppmanar sina studenter att ta del av dabbawalernas framgångskoncept.